# Dehri
Dehri (en hindi देह्री ) est une ville de l'État du Bihar, dans le nord de l'Inde. En 2011, elle est peuplée de 137 231 habitants.

## Géographie
La ville est à environ 75 km au sud-ouest de Patna et à 10 km à l'est de Sasaram, sur la Son, affluent du Gange.